# A Daughter of the Poor
A Daughter of the Poor er en amerikansk stumfilm fra 1917 instrueret af Edward Dillon.

## Medvirkende
- Bessie Love som Rose Eastman
- Carmel Myers som Hazel Fleming
- Max Davidson som Joe Eastman
- George Beranger som Rudolph Creig
- Carl Stockdale som James Stevens